# Пасадур
Пасадур је насељено место у саставу општине Ластово, на острву Ластову и делом (засеоци Јурјева Лука и Подленга) на острву Прежба, Дубровачко-неретванска жупанија, Република Хрватска.

## Историја
До територијалне реорганизације у Хрватској налазио се у саставу старе општине Ластово.

## Становништво
На попису становништва 2011. године, Пасадур је имао 100 становника.
| Број становника по пописима | Број становника по пописима | Број становника по пописима | Број становника по пописима | Број становника по пописима | Број становника по пописима | Број становника по пописима | Број становника по пописима | Број становника по пописима | Број становника по пописима | Број становника по пописима | Број становника по пописима | Број становника по пописима | Број становника по пописима | Број становника по пописима | Број становника по пописима |
| --------------------------- | --------------------------- | --------------------------- | --------------------------- | --------------------------- | --------------------------- | --------------------------- | --------------------------- | --------------------------- | --------------------------- | --------------------------- | --------------------------- | --------------------------- | --------------------------- | --------------------------- | --------------------------- |
| 1857                        | 1869                        | 1880                        | 1890                        | 1900                        | 1910                        | 1921                        | 1931                        | 1948                        | 1953                        | 1961                        | 1971                        | 1981                        | 1991                        | 2001                        | 2011                        |
| 0                           | 0                           | 0                           | 0                           | 0                           | 5                           | 0                           | 2                           | 3                           | 25                          | 10                          | 3                           | 51                          | 79                          | 77                          | 100                         |

Напомена: Исказује се од 1991. као самостално насеље настало издвајањем из насеља Убле. До 1971. као део садржан у насељу Ластово. Као део насеља исказује се од 1910. У 1921. подаци су садржани у насељу Ластово.

### Попис1991.
На попису становништва 1991. године, насељено место Пасадур је имало 79 становника, следећег националног састава:
| Попис 1991.‍  | Попис 1991.‍  | Попис 1991.‍ | Попис 1991.‍ | Попис 1991.‍ |
| ------------ | ------------ | ----------- | ----------- | ----------- |
|              |              |             |             |             |
| Хрвати       | Хрвати       |             | 59          | 74,68%      |
| Италијани    | Италијани    |             | 1           | 1,26%       |
| Југословени  | Југословени  |             | 1           | 1,26%       |
| Срби         | Срби         |             | 1           | 1,26%       |
| Црногорци    | Црногорци    |             | 1           | 1,26%       |
| остали       | остали       |             | 6           | 7,59%       |
| неопредељени | неопредељени |             | 3           | 3,79%       |
| непознато    | непознато    |             | 7           | 8,86%       |
| укупно: 79   |              |             |             |             |